# الكديد (الحديدة)

تعديل مصدري - تعديل

الكديد هي إحدى قرى مديرية المراوعة، التابعة لمحافظة الحديدة اليمنية، بلغ تعداد سكانها 1210 نسمة حسب الإحصاء الذي جرى عام 2004.